# Барановка (Чорноярський район)
Барановка  (рос. Барановка) — село у Чорноярському районі Астраханської області Російської Федерації.
Населення становить 25 осіб (2015). Входить до складу муніципального утворення Чорноярська сільрада.

## Історія
Населений пункт розташований на території українського етнічного та культурного краю Жовтий Клин. Від 1928 року належить до Чорноярського району.
Згідно із законом від 6 серпня 2004 року органом місцевого є Чорноярська сільрада.

## Населення
| 2002 | 2010 | 2014 | 2015 |
| ---- | ---- | ---- | ---- |
| 60   | ↘28  | ↘25  | →25  |